# Mercedes Ruehl
Mercedes J. Ruehl (født 28. februar 1948 i Queens i New York City i USA) er en amerikansk skuespillerinde.
For sin rolle som Anne i filmen The Fisher King vandt Ruehl en Oscar for bedste kvindelige birolle.
I 1999 medvirkede hun i dramafilmen The Minus Man med Owen Wilson i hovedrollen.